# Real Zaragoza 2006-2007
Questa voce raccoglie le informazioni riguardanti il Real Zaragoza nelle competizioni ufficiali della stagione 2006-2007.

## Rosa
| N. |                      | Ruolo | Calciatore          |
| -- | -------------------- | ----- | ------------------- |
| 1  | Spagna (bandiera)    | P     | César Sánchez       |
| 2  | Uruguay (bandiera)   | D     | Carlos Diogo        |
| 3  | Spagna (bandiera)    | D     | Agustín Aranzábal   |
| 4  | Spagna (bandiera)    | D     | Luis Cuartero       |
| 5  | Spagna (bandiera)    | C     | Óscar González      |
| 6  | Argentina (bandiera) | D     | Gabriel Milito      |
| 7  | Spagna (bandiera)    | C     | José María Movilla  |
| 8  | Argentina (bandiera) | C     | Pablo Aimar         |
| 9  | Spagna (bandiera)    | A     | Sergio García       |
| 10 | Argentina (bandiera) | C     | Andrés D'Alessandro |
| 11 | Spagna (bandiera)    | D     | Juanfran            |
| 13 | Spagna (bandiera)    | P     | Miguel Martínez     |

| N. |                      | Ruolo | Calciatore      |
| -- | -------------------- | ----- | --------------- |
| 14 | Argentina (bandiera) | C     | Leonardo Ponzio |
| 14 | Brasile (bandiera)   | C     | Gustavo Nery    |
| 15 | Spagna (bandiera)    | C     | Ángel Lafita    |
| 16 | Spagna (bandiera)    | C     | Albert Celades  |
| 17 | Brasile (bandiera)   | A     | Ewerthon        |
| 18 | Spagna (bandiera)    | D     | Gerard Piqué    |
| 20 | Spagna (bandiera)    | C     | Antonio Longás  |
| 21 | Spagna (bandiera)    | C     | Alberto Zapater |
| 22 | Argentina (bandiera) | A     | Diego Milito    |
| 23 | Spagna (bandiera)    | D     | Sergio          |
| 24 | Spagna (bandiera)    | D     | Chus Herrero    |